# Biblioteca Pública de Vancouver
A Biblioteca Pública de Vancouver (Vancouver Public Library) é a terceira maior biblioteca pública do Canadá, emprestando cerca de 8 milhões de itens por ano. Desenhada por Moshe Safdie, a mesma possui um telhado ecológico de aproximadamente 1.850 metros quadrados, criado pela paisagista Cornelia Oberlander, principal secção da biblioteca abriu na baixa de Vancouver em 26 de Maio de 1995 e custou 106.8 milhões de CND para ser construída. Actualmente tem cerca de 1.3 milhões de itens.
A biblioteca fica na Rua Geórgia, nº 350, não muito longe da Praça Robson.

## Galeria

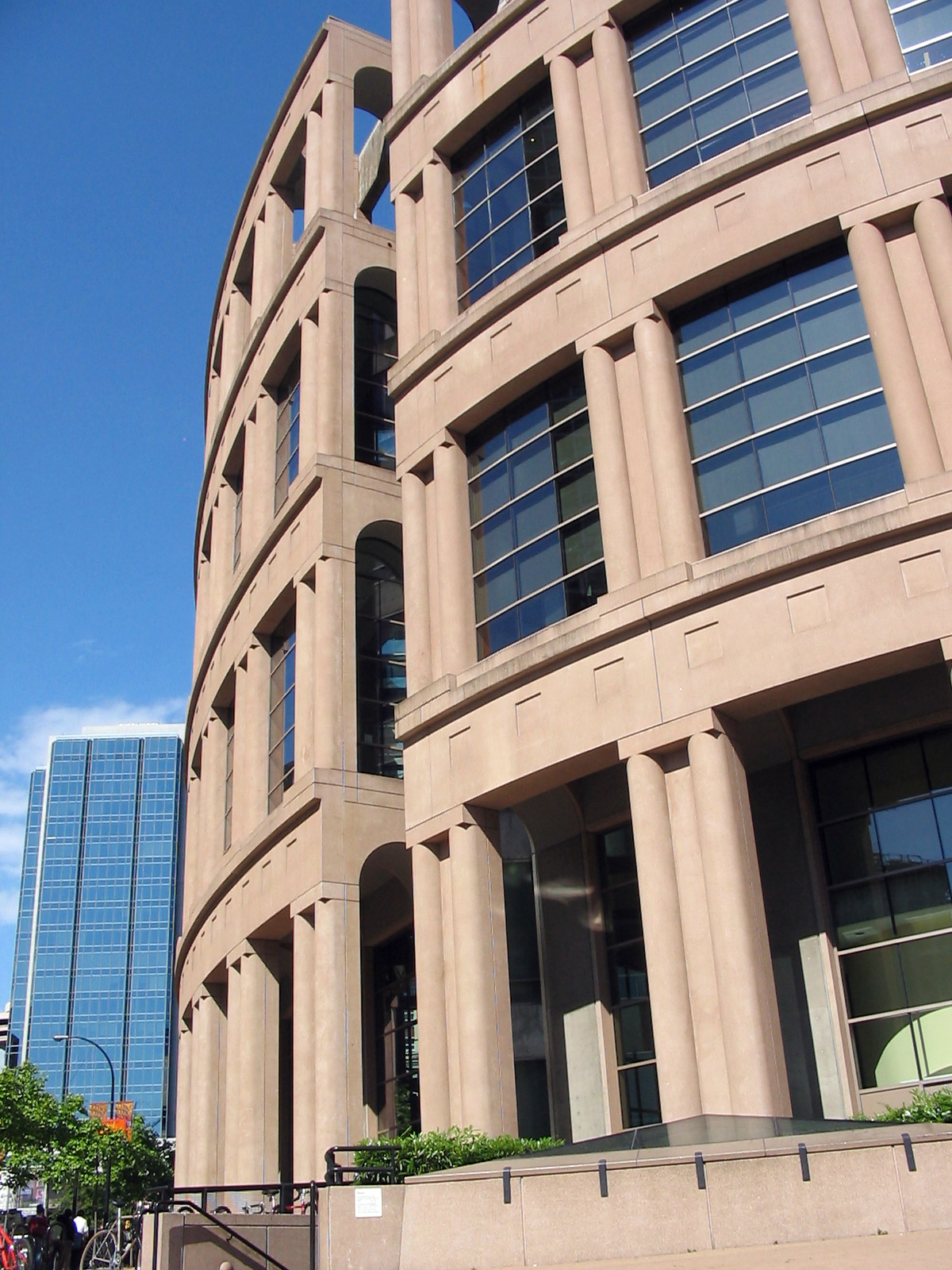
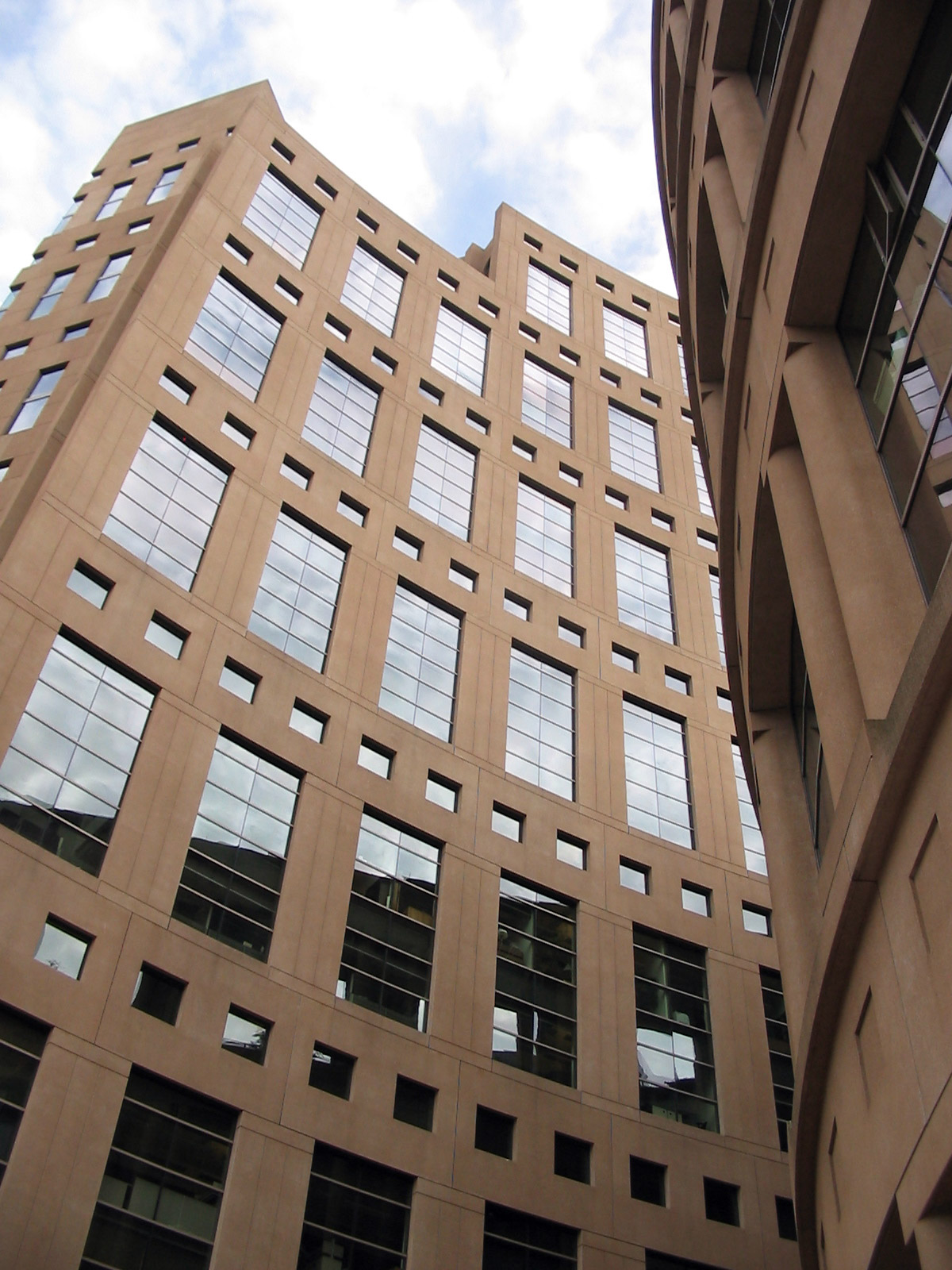
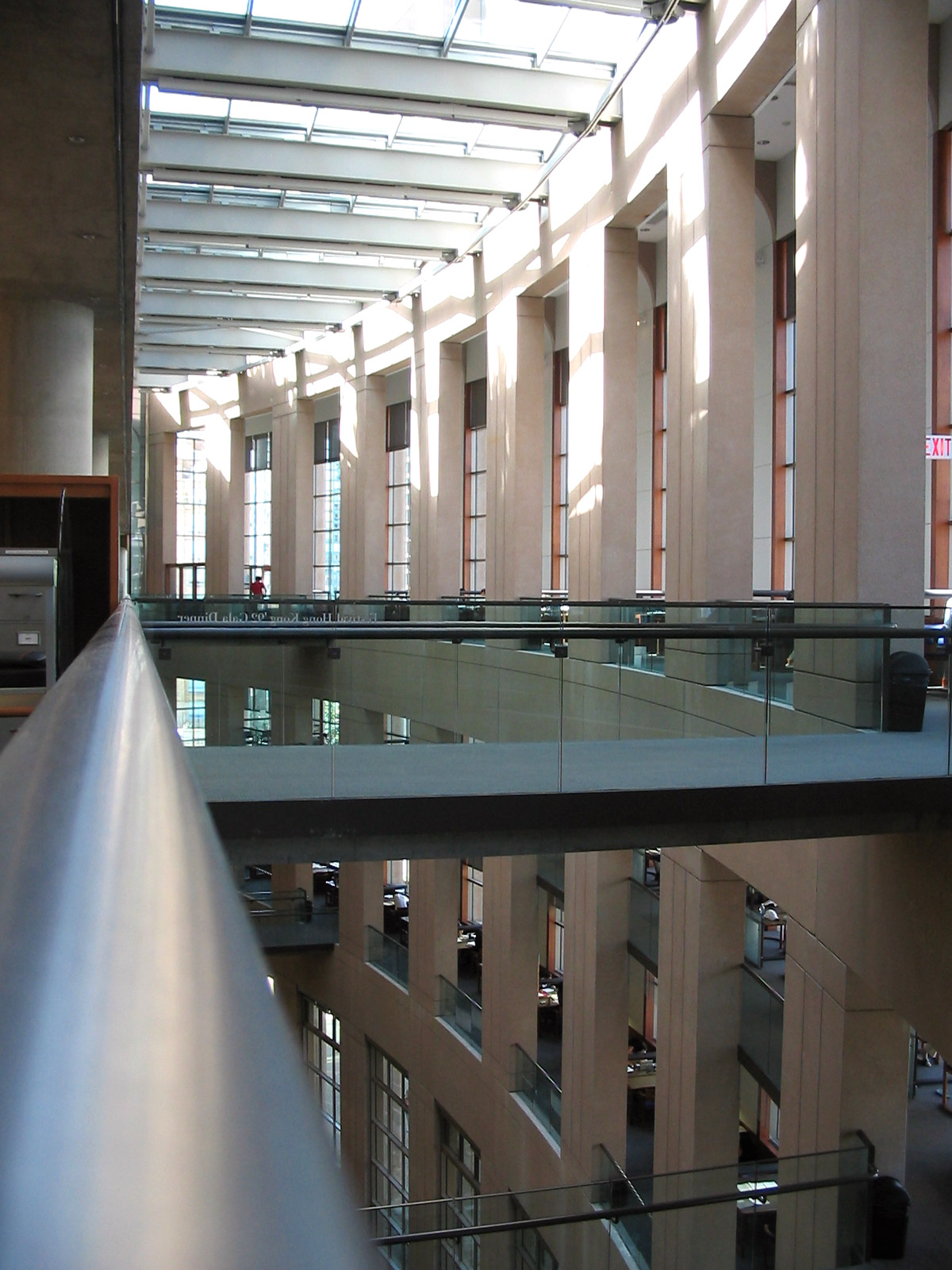
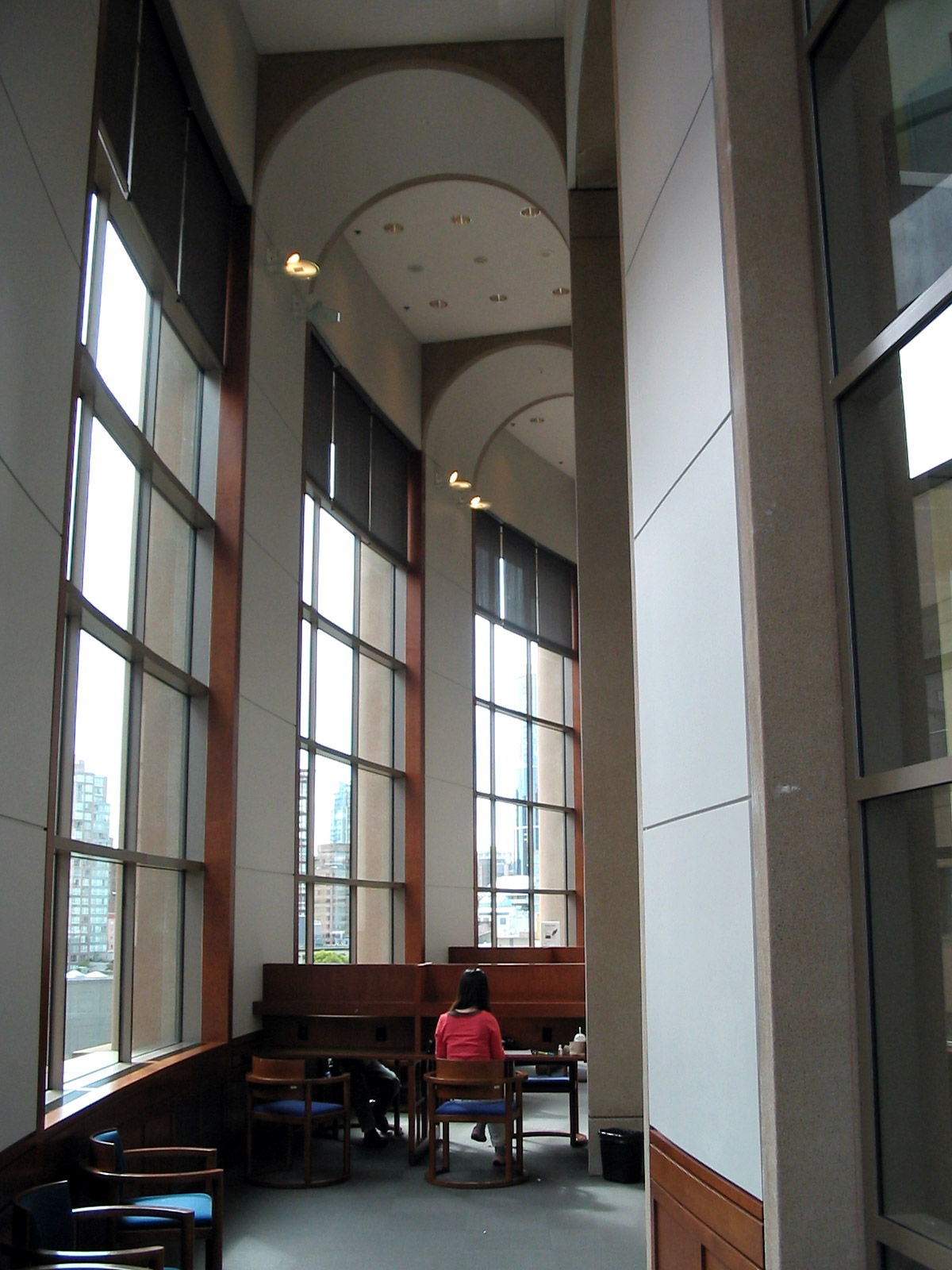
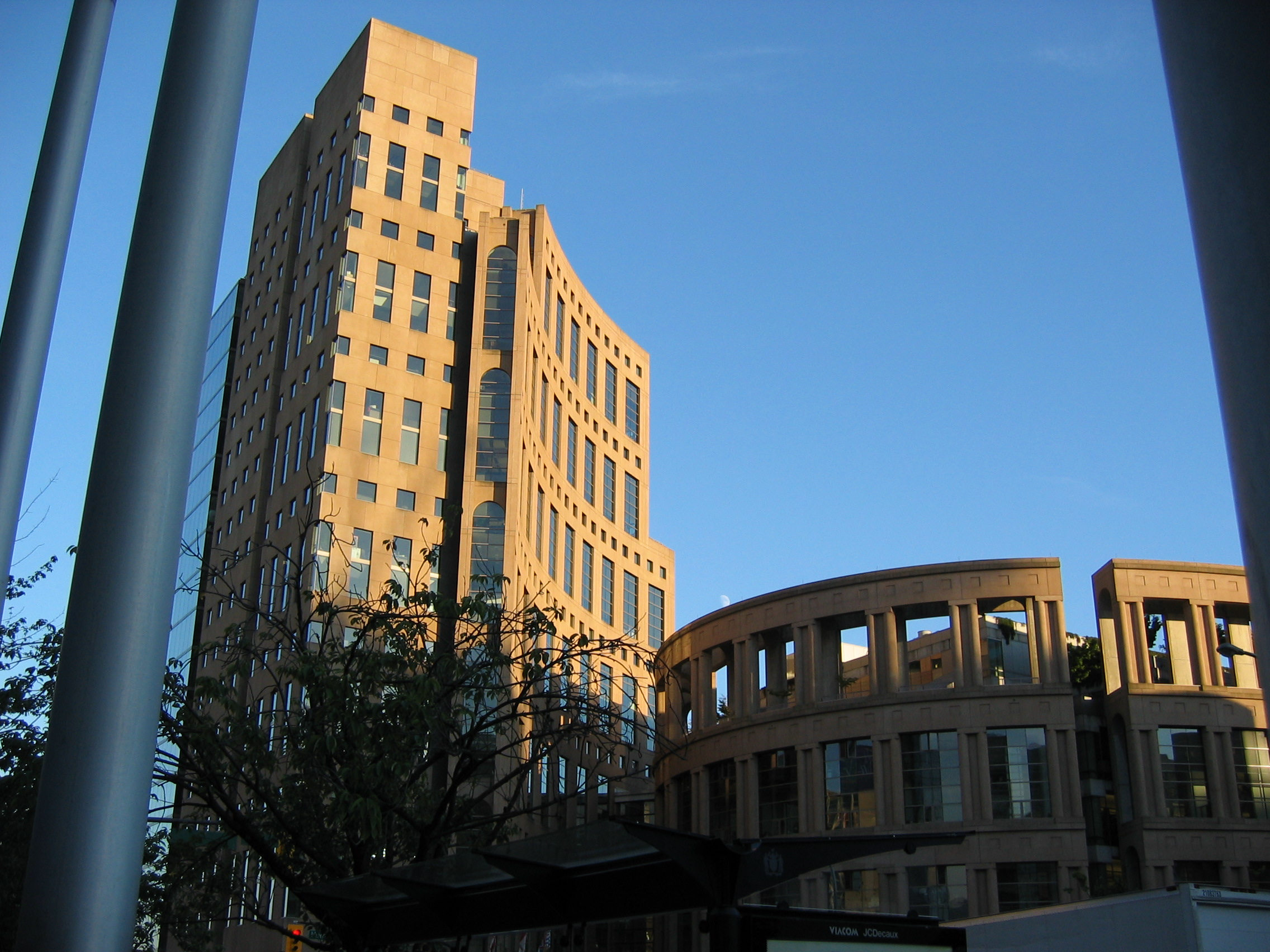
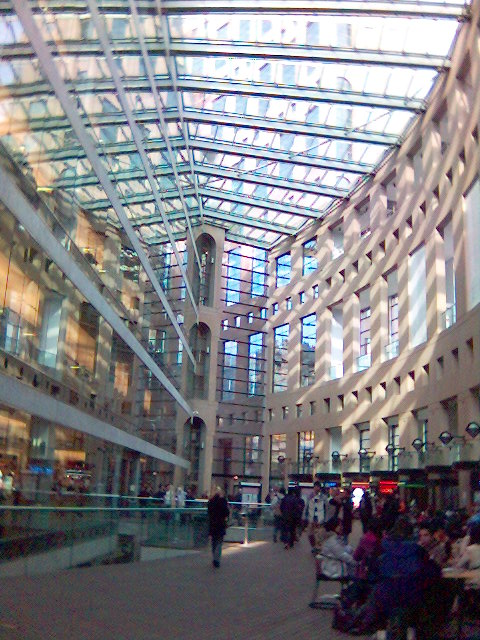
Vista Geral do Interior
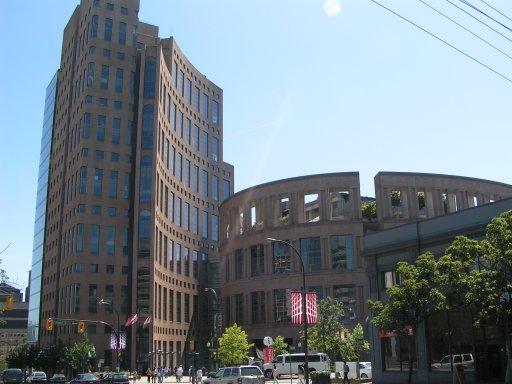
Praça da Biblioteca de Vancouver